# Ismael Pozo Velit
Ismael Pozo Velit (Huancayo, 1905-Lima, 1959) fue un  escultor peruano.

## Biografía
Pozo Velit nació en Huancayo en 1905. Probablemente emigró de forma temprana a Lima. Empieza sus estudios en la escuela de Bellas Artes a la edad de 20 años, alrededor del año de 1925 como alumno de la especialidad de escultura, que por ese entonces la dirigía el maestro Manuel Piqueras Cotolí, un arquitecto español difusor de una nueva propuesta: el estilo Neoperuano. Egresando de Bellas Artes en 1930, con la medalla de oro, premio otorgado a su especialidad.
Fue designado como profesor en la Escuela Nacional de Bellas Artes de Lima, en la década del 40, siguiendo la línea formal y temas tratados en parte por su maestro Piqueras y en parte por su apego natural a las raíces andinas, que mantuvo constante alrededor de su obra, motivo incluso por lo cual estuvo a punto de ser tachado en la ENBA, por no compartir las nuevas tendencias, que se imponían con el nuevo grupo de los abstractos y es debido a esta situación que decide poner su propio taller en el distrito limeño de Magdalena del Mar.

“...levanto su taller en la calle Huamanga, cuando esa parte de Magdalena del Mar era todavía un pampón  y allí recibía a sus amigos, artistas e intelectuales. En ese recinto rústico se llevaron a cabo festivales y reuniones de carácter cultural...”

Fue creador de figuras de genuina vital expresión peruana, como lo expresan sus contemporáneos.  Inclusive los pocos escritos acerca de su persona y de su actividad como artista se refieren a lo mencionado, aun siendo estos datos muy escasos en lo concerniente a su obra. Tanto Ugarte Eléspuru como Huerto Wong señalan que su categoría de artista está vinculada a un acercamiento con el terruño, en el que mente y espíritu se nutrían en la tradición, siendo este el lazo entre su expresión artística y sus ideas. Natalia Majluf, historiadora peruana, señala que con la excepción de Piqueras Cotolí y Victorio Macho, ambos españoles, la escultura en el Perú no logra la importancia de la pintura, y no es sino hasta 1940 con Joaquín Roca Rey, que observa una nueva formulación moderna, dejando relegada la obra de Ismael Pozo.
La obra de Pozo después de 1928 esta llena de elementos decorativos con motivos de la fauna y flora peruana como se puede apreciar en el conjunto arquitectónico diseñado por su maestro Piqueras y que el ayudó a construir para la Exposición Iberoamericana de Sevilla.
Pozo murió en Lima, a la edad de 54 años en el año de 1959; nadie trabajó como él con tanta insistencia en la técnica del vaciado en bronce, ni mantuvo tan silenciosa su obra, destinada en gran parte a espacios públicos:

## Obras destacadas

### El jugador de ñocos
Dentro de su actividad artística, una de las primeras esculturas que realizó estando estudiando aún en la ENBA, representa a un niño jugando a las canicas: El Jugador de Ñocos, que durante 30 años estuvo en la avenida Alfonso Ugarte, ubicada al frente del Museo Nacional de Arqueología del Perú, y desde los años 70 en el Parque de la Exposición, desconociéndose su paradero actual.

### La yunta

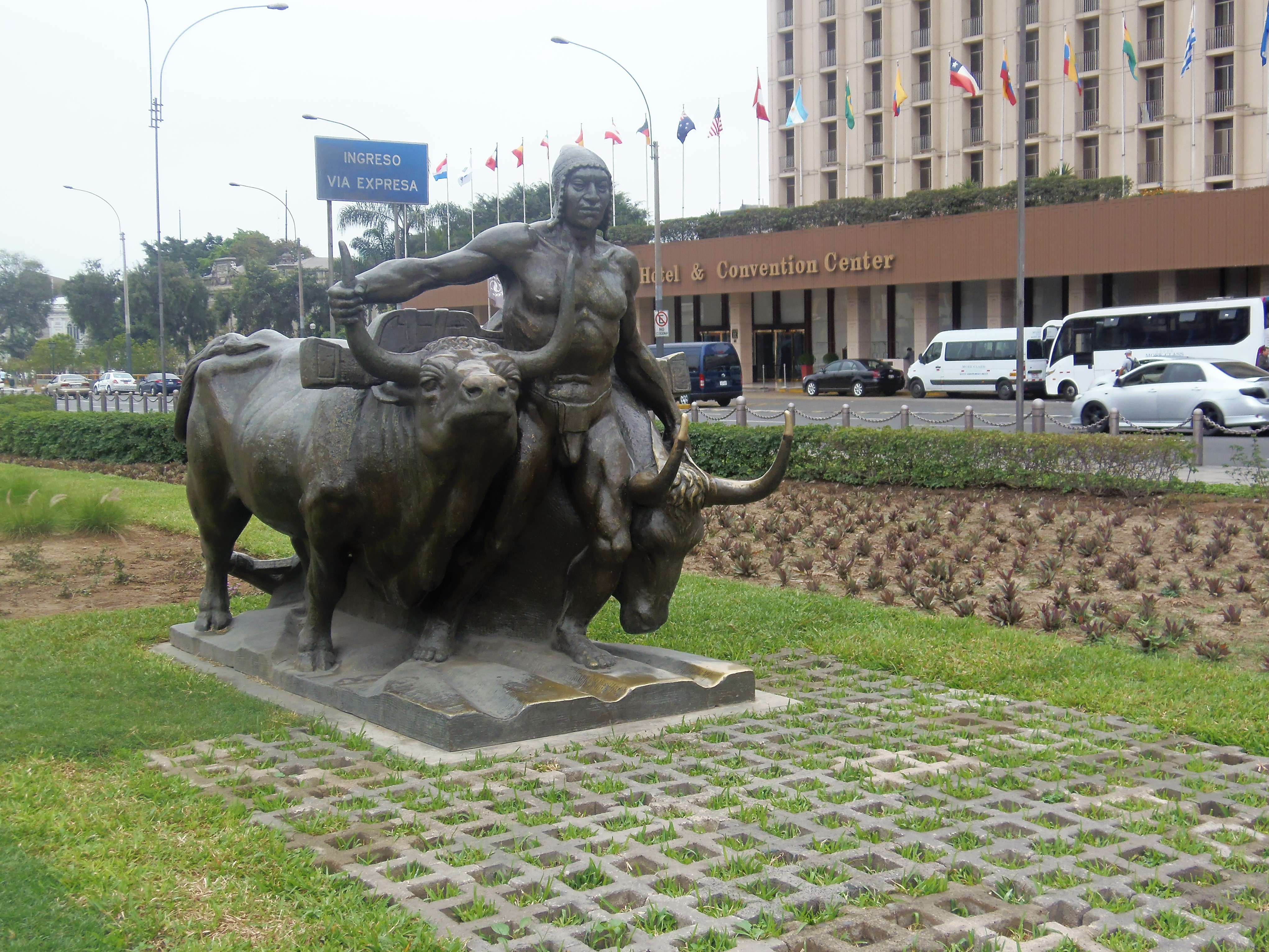
La yunta

Su obra prima quizás sea La yunta, también conocida como El Trabajo, que representa el momento en el que el campesino trabaja la tierra con el arado. Motivo que habla tridimensionalmente del alma de su raza, según Huerto Wong; esta escultura es un motivo indigenista pasado al bronce, encargo que le realizó la colonia China para obsequiarlo con ocasión del IV centenario de la Fundación de Lima, colocado en el Paseo de la República en el año de 1937, tiene 2.05 m de largo , y lleva su firma en la plancha de base, en el lado frontal derecho.

### Monumento a Mateo Paz Soldán

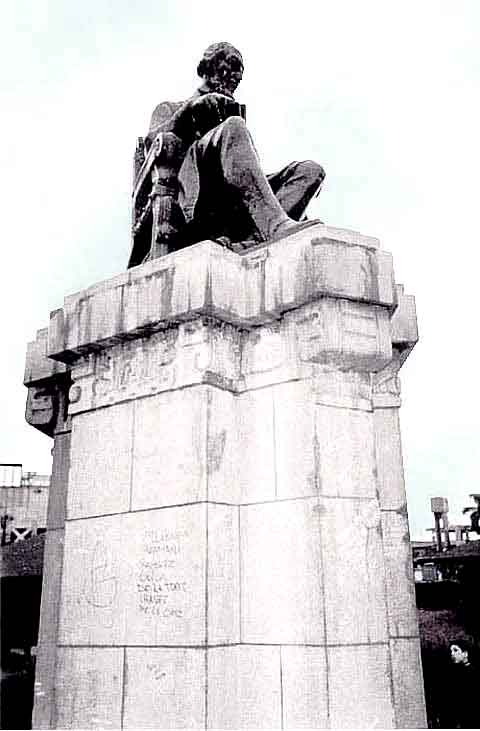
Monumento a Mateo Paz Soldán

El Monumento a Mateo Paz Soldán, fue un ejemplo de su labor como escultor de imágenes para espacios públicos; en un inicio destinado al Ministerio de Fomento en Lima.  Se encuentra ahora dentro de los límites del Parque de la Exposición. El personaje fue un insigne investigador y geográfo, que vivió largo tiempo en el Callao, fue socio de la Sociedad Geográfica de Lima. Dentro de este orden anterior también encontramos la obra "Fermín Tangüis", cuyo boceto original fue hecho por Piqueras Cotolí, que es tal vez, la única obra actual ubicada dentro de su contexto: pues está en una división del Parque Tangüis, al costado del Centro de Investigaciones Agrícolas; la escultura está colocada frente a una pequeña edificación levantada por Piqueras, con ayuda del Fondo de Arte V. Lera Viareggio (Italia) y data de 1940. Ahora está custodiada por la Municipalidad de Lima. La escultura muestra un buen manejo de perspectiva y proporción entre jinete (Tangüis) y el caballo, aunque se encuentre sobre una base muy deteriorada.

### Otras obras
También se mencionan en diversos libros otras obras como: “el Coquero”, “Maternidad”, “la Marca del Esclavo”, “el Chasqui”,  de las cuales aún se desconoce su paradero final, ya que algunas de ellas, estaban destinadas para espacios públicos, y al ocurrir los cambios urbanísticos en Lima, fueron removidas de su lugar original, y ahora descansan en algún depósito desconocido.